# Ariel Winter
Ariel Winter Workman (San Diego, 28 de janeiro de 1998) é uma atriz, cantora e dubladora estadunidense, mais conhecida por interpretar Alex Dunphy no seriado Modern Family.

## Biografia
Começou a sua carreira quando participou de um episódio da série "Listen Up".
Depois disso passou a aparecer como convidada em vários programas como "Tickle U", "Freddie", "Monk", "Jericho", "Bones", "Nip/Tuck", "Crossing Jordan", "Criminal Minds" e "Ghost Whisperer", entre outros, e também teve papéis em So NoTORIous, programa de Tori Spelling, onde interpretou a pequena Tori em 5 episódios, foi Lucy Moore em 2009 em ER, e emprestou sua voz a personagem Gretchen no desenho animado "Phineas e Ferb" em alguns episódios entre 2007 e 2009, e obteve o papel fixo de Alex Dunphy na série "Modern Family" do canal americano ABC.
Na tela grande, apareceu no filme estrelado por Robert Downey Jr., Val Kilmer e Michelle Monaghan, Kiss Kiss Bang Bang, empresta sua voz ao filme de animação da Disney "Bambi II" e Ice Age: The Meltdown e também participou da comédia "Grilled". Ganhou reconhecimento por sua atuação no thriller "One Missed Call" e outros créditos incluem os filmes "Speed Racer", "Duress" e "Opposite Day".

## Filmografia

### Cinema
| Ano       | Título                                        | Papel                          | Notas                 |
| --------- | --------------------------------------------- | ------------------------------ | --------------------- |
| 2005      | Kiss Kiss Bang Bang                           | Jovem Harmony Faith Lane       |                       |
| 2006      | Curious George                                | Criança (voz)                  |                       |
| 2006      | Bambi II                                      | Irmã do Tambor (voz)           |                       |
| 2006      | Ice Age: The Meltdown                         | Vários (voz)                   |                       |
| 2008      | One Missed Call                               | Ellie Layton                   |                       |
| 2008      | Speed Racer                                   | Jovem Trixie                   |                       |
| 2008      | Horton Hears a Who!                           | Vários (voz)                   |                       |
| 2009      | Tales from the Catholic Church of Elvis!      | Garotinha                      |                       |
| 2009      | Final Fantasy VII: Advent Children Complete   | Marlene Wallace (voice)        |                       |
| 2009      | Life Is Hot in Cracktown                      | Suzie                          |                       |
| 2009      | Duress                                        | Sarah Barnett                  |                       |
| 2009      | Opposite Day                                  | Carla Benson                   |                       |
| 2009      | Cloudy with a Chance of Meatballs             | Vários (voz)                   |                       |
| 2009      | Afro Samurai: Resurrection                    | Jovem Sio (voz)                | Dublagem em inglês    |
| 2010      | Killers                                       | Sadie                          |                       |
| 2010      | Nic & Tristan Go Mega Dega                    | Lisa                           |                       |
| 2010      | DC Showcase: Green Arrow                      | Princesa Perdita (voice)       |                       |
| 2011      | The Chaperone                                 | Sally                          |                       |
| 2011      | Phineas and Ferb: Across the 2nd Dimension    | Gretchen / Vários (voz)        |                       |
| 2011      | Fred 2: Night of the Living Fred              | Talia                          |                       |
| 2012      | Excision                                      | Grace                          |                       |
| 2012      | ParaNorman                                    | Criança de Blithe Hollow (voz) |                       |
| 2012      | Sofia the First: Once Upon a Princess         | Sofia (voice)                  |                       |
| 2012–2013 | Batman: The Dark Knight Returns – Parts 1 & 2 | Carrie Kelley / Robin (voz)    | Direto para DVD       |
| 2013      | Dora the Explorer and the Destiny Medallion   | Dora                           | Curta do CollegeHumor |
| 2013      | Scooby-Doo! Stage Fright                      | Chrissy Damon (voz)            |                       |
| 2013      | Sofia the First: The Floating Palace          | Sofia (voz)                    |                       |
| 2013      | Tad, The Lost Explorer                        | Sara Lavrof (voz)              |                       |
| 2014      | Mr. Peabody & Sherman                         | Penny Peterson (voz)           |                       |
| 2015      | Safelight                                     | Kate                           |                       |
| 2016      | Elena and the Secret of Avalor                | Sofia (voz)                    |                       |
| 2017      | Smurfs: The Lost Village                      | Smurf Lily (voz)               |                       |
| 2017      | The Last Movie Star                           | Lil                            |                       |
| 2020      | Little Audrey                                 | Little Audrey (voz)            | Direto para DVD       |

### Televisão
| Ano       | Título                            | Papel                               | Notas                                                 |
| --------- | --------------------------------- | ----------------------------------- | ----------------------------------------------------- |
| 2005      | Listen Up!                        | Garotinha                           | Episode: "Last Vegas"                                 |
| 2005      | Tickle-U                          | Pipoca                              |                                                       |
| 2005      | Freddie                           | Hobo                                | Episode: "Halloween"                                  |
| 2006      | Monk                              | Donna Cain                          | Episode: "Mr. Monk and the Astronaut"                 |
| 2006      | So NoTORIous                      | Little Tori                         | 5 episodes                                            |
| 2006      | Jericho                           | Julie                               | Episode: "Pilot"                                      |
| 2006      | Bones                             | Liza                                | Episode: "The Girl with the Curl"                     |
| 2006      | Nip/Tuck                          | Kid                                 | Episode: "Reefer"                                     |
| 2007      | Crossing Jordan                   | Gwen                                | Episode: "Faith"                                      |
| 2007      | Shorty McShorts' Shorts           | Taffy (voz)                         | Episode: "Flip-Flopped"                               |
| 2007      | Criminal Minds                    | Katie Jacobs                        | Episode: "Seven Seconds"                              |
| 2007–2015 | Phineas and Ferb                  | Gretchen / Vários personagens (voz) |                                                       |
| 2008      | Ghost Whisperer                   | Natalie                             | Episode: "Imaginary Friends and Enemies"              |
| 2009      | ER                                | Lucy Moore                          | 5 episodes                                            |
| 2009      | The Penguins of Madagascar        | Garotinha (voice)                   | Episode: "What Goes Around / Mask of the Raccoon"     |
| 2009–2020 | Modern Family                     | Alex Dunphy                         | Elenco principal                                      |
| 2011      | Jake and the Never Land Pirates   | Marina the Mermaid (voz)            | 15 episodes                                           |
| 2011      | Minnie's Bow-Toons                | Roxie Squirrel                      | Episode: "Pom Pom Problem; Pet Adoption"              |
| 2011      | WWE Raw                           | Ela mesma                           | Apareceu na edição de Dia dos Namorados em 14\02\2011 |
| 2011      | The Haunting Hour: The Series     | Jenny                               | Episode: "Fear Never Knocks"                          |
| 2012      | The Haunting Hour: The Series     | Gracie                              | Episode: "Headshot"                                   |
| 2012–2018 | Sofia the First                   | Sofia (voz)                         | 109 episodes                                          |
| 2016      | Milo Murphy's Law                 | Jackie (voz)                        | Episode: "The Wilder West"                            |
| 2019      | Law & Order: Special Victims Unit | Reagan James                        | Episode: “The Darkest Journey Home”                   |
| 2019      | Robot Chicken                     | Vários (voz)                        | Episode: "Ginger Hill in: Bursting Pipes"             |
| 2022      | Hungry                            | Teddy                               | Protagonista                                          |

### Video games
| Ano  | Título                        | Papel       | Notas             |
| ---- | ----------------------------- | ----------- | ----------------- |
| 2010 | Kingdom Hearts Birth by Sleep | Jovem Kairi |                   |
| 2012 | Final Fantasy XIII-2          | Mog         |                   |
| 2012 | Guild Wars 2                  | Cassie      |                   |
| 2014 | Kingdom Hearts HD 2.5 Remix   | Jovem Kairi | Imagem de arquivo |
| 2015 | Final Fantasy Type-0 HD       | Moglin      |                   |
| 2022 | The Quarry                    | Abigail     | Voz e Mocap       |